# 黃呈忠
黃呈忠（1826年—?），清广西人，太平天国後期将领，因格斃“常勝军”统领、副将华尔封為「戴王」。

## 生平
黃呈忠為「侍王」李世賢部屬；與「首王」范汝增、「堵王」黃文金聯手抗清。
1861年2月黃攻佔景德鎮，格斃清軍皖南總兵陳大富。3月起黃、范自江西入浙江，連攻克浦江、诸暨、上虞、馀姚、奉化，震驚清帝國。
他並不理會英國軍隊警告：「禁止進攻寧波，否則形同對英宣戰。」領兵自餘姚、范自奉化兩路以鉗形戰術，攻佔寧波。隨後在浙東地區與英軍副將華爾、湘軍左宗棠展開一連串猛烈的城市爭奪戰。
後格斃華爾，受封為「戴王」，曾駐守寧波、常州、吳興。1865年正月，攻佔福建漳浦後便下落不明。今江蘇省常州金壇區縣前街18號為省級古蹟「戴王府」，即其生前住所，面積1624平方米。